# Joel M. Reed
Joel M. Reed (Nueva York, 20 de diciembre de 1933 - Ibidem, 12 de abril de 2020) fue un director de cine, productor y guionista estadounidense.

## Carrera
Reed es el director del controvertido filme Blood Sucking Freaks  (1976), que fue una notoria comedia de terror que desde entonces ha alcanzado el estatus de culto, pero que desde su lanzamiento inicial fue objeto de protestas.
También dirigió las películas Career Bed, (1968) Sex by Advertisement, (1969) The GI Executioner (Wit's End / Dragon Lady / Wild Dragon Lady), (1971) Blood Bath (Terror / Night and the City), (1976) Night of the Zombies (Gamma 693 / Sister of Death / Battalion of the Living Dead) (1981). 
Escribió y dirigió Blood Bath, que fue producido por Trans-Orient Entertainment Corporation y tenía un presupuesto de $ 100,000. En una entrevista de 1974 con The New York Times, describió la película como una "aventura contemporánea y episódica de terror oculto". Harve Presnell protagonizó la película como productor de películas de terror que organiza en su estudio una misa negra.
El 1 de marzo de 1990, Masquerade Books publicó un libro que Reed escribió sobre Donald Trump llamado Trump: el hombre, el mito, el escándalo, que no se vendió bien. 
En mayo de 2012, firmó con Polus Books, comenzando con su cuento "Zombie Wall". 
Reed escribió todos los guiones de las películas que dirigió. 
En 2011, regresó como actor interpretando al personaje principal Tío Joe en la película Dead Eye, dirigida por Louis Affortunato. Después de eso, actuó en ocho películas más: I Spill Your Guts (2012); Supernaturalz: Weird, Creepy & Random (2012); Trashtastic (2013); Catch of the Day (2014); The Fappening (2015); Vault of Terror II: The Undead (2015); Freak in a Basement (2018); y The Dysfunctional Mob.
El 17 de septiembre de 2018, Headpress lanzó un libro del autor John Szpunar sobre Reed llamado Blood Sucking Freak: The Life and Films of the Incredible Joel M. Reed. En diciembre de 2018, Reed fue entrevistado para un documental sobre sí mismo llamado Reed Unbound: The Joel M. Reed Story (2019) que narra toda su vida y carrera cinematográfica y fue dirigido por Jerry Landi y Adrian Esposito.

## Muerte
Reed murió el 12 de abril de 2020, a los 86 años, en un centro de atención en la ciudad de Nueva York después de contraer el virus COVID-19 causado por e virus del SARS-CoV-2 durante la pandemia de enfermedad por coronavirus.